# Fubine Monferrato
Fubine Monferrato és un municipi situat al territori de la província d'Alessandria, a la regió del Piemont, (Itàlia).
Limita amb els municipis d'Altavilla Monferrato, Cuccaro Monferrato, Felizzano, Quargnento i Vignale Monferrato.
Pertanyen al municipi les frazioni de Fugassa, Nani i Vergani.
Fins al febrer del 2017 s'anomanava simplement Fubine

## Galeria fotogràfica

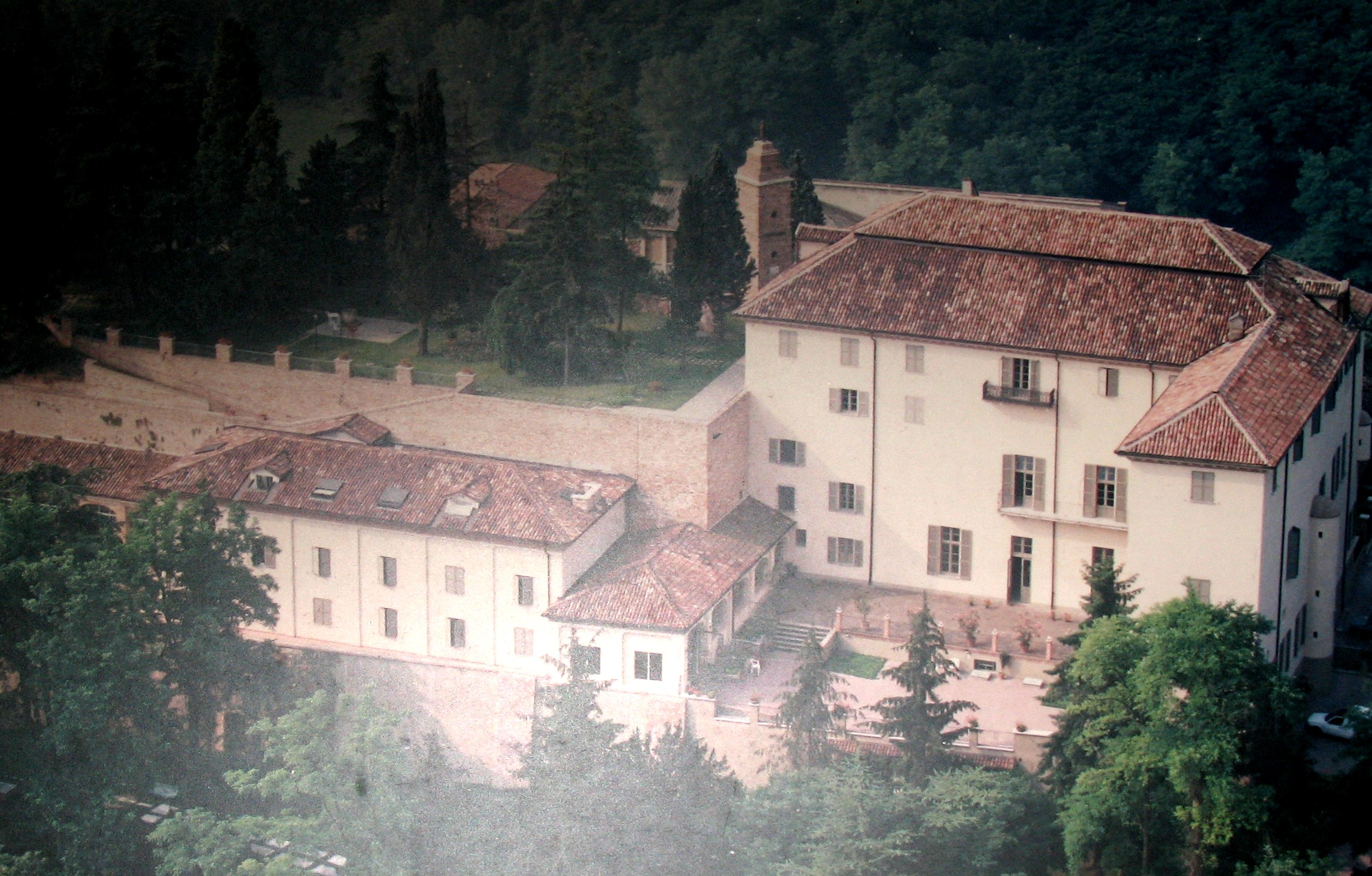
Castell Cacherano-Bricherasio
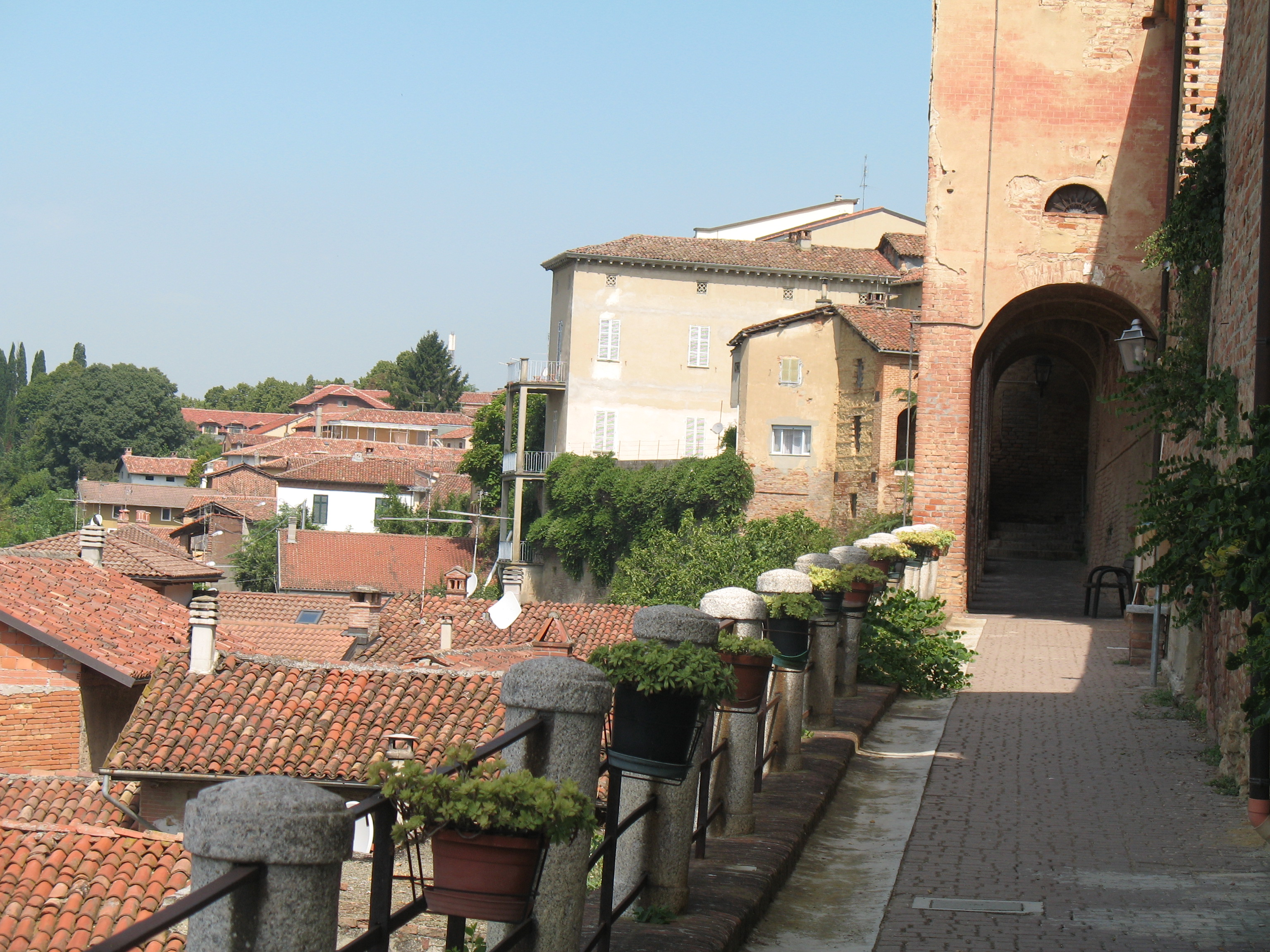
Lo Spalto
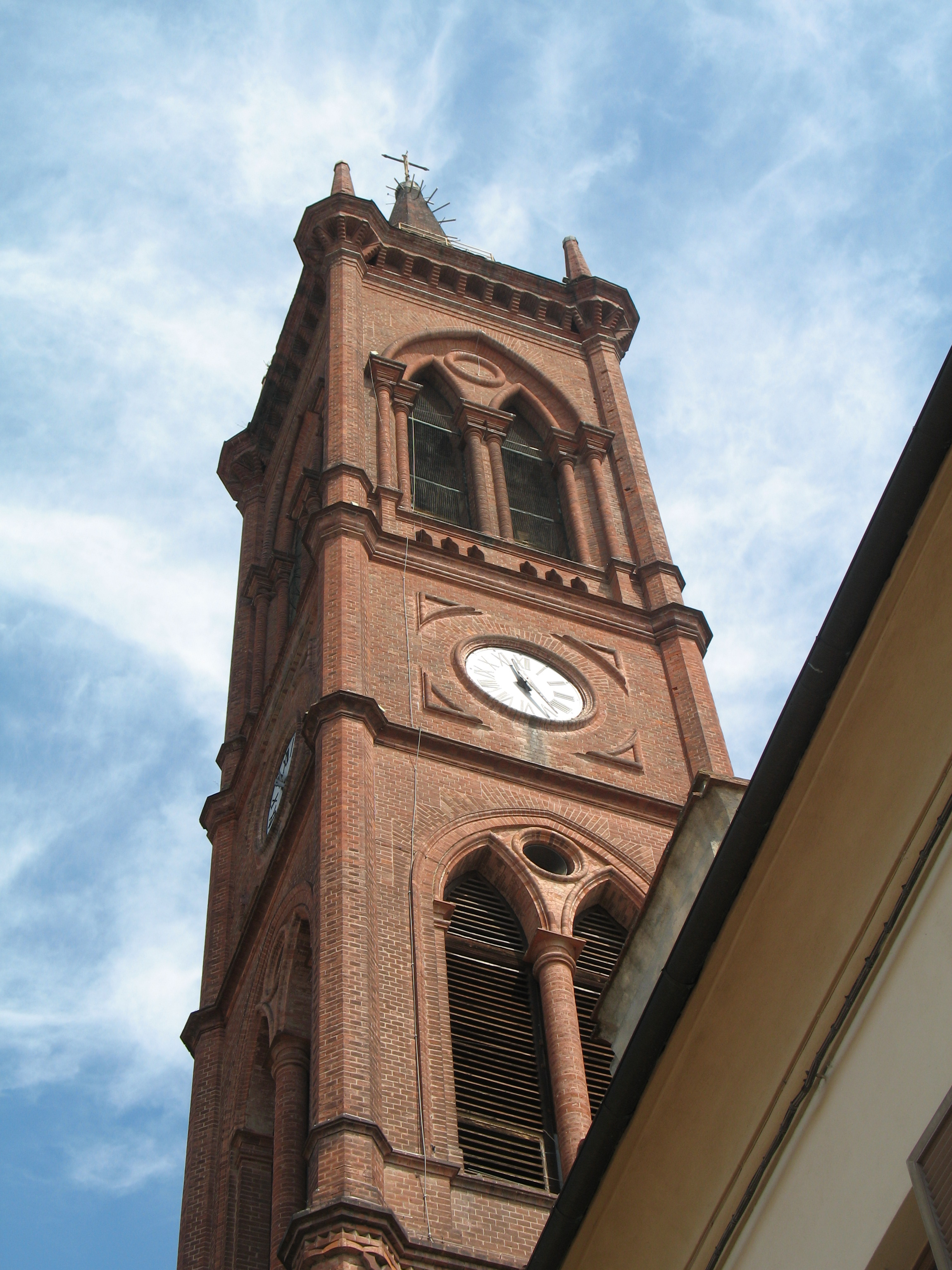
Campanar de l'església de Sta. Maria